# Sander Loones
Sander Loones (ur. 26 stycznia 1979 w Veurne) – belgijski i flamandzki polityk, prawnik i działacz partyjny, poseł do Parlamentu Europejskiego VIII kadencji, w 2018 minister obrony i służby cywilnej.

## Życiorys
Ukończył studia prawnicze na niderlandzkojęzycznym Katolickim Uniwersytecie w Leuven. Pracował w administracji państwowej jako urzędnik zajmujący się sprawami migracji i azylantów, następnie był konsultantem w PricewaterhouseCoopers. Później został etatowym działaczem Nowego Sojuszu Flamandzkiego (ugrupowania, w którym działalność podjął również jego ojciec Jan Loones). Powierzono mu funkcję koordynatora partii ds. nauki.
Kandydował w wyborach w 2014 do Europarlamentu. Mandat poselski objął 14 października 2014, gdy zrezygnował z niego powołany w skład federalnego rządu Johan Van Overtveldt. Przystąpił do frakcji Europejskich Konserwatystów i Reformatorów.
W listopadzie 2018 dołączył do rządu Charles’a Michela, obejmując w nim urząd ministra obrony i służby cywilnej. Został jednak odwołany w grudniu tegoż roku, gdy jego partia opuściła koalicję rządową. W 2019 został wybrany do federalnej Izby Reprezentantów. W 2024 uzyskał natomiast mandat posła do Parlamentu Flamandzkiego. W tym samym roku został powołany też w skład Senatu.